# Fort Garland
Fort Garland é uma Região censo-designada localizada no estado americano de Colorado, no Condado de Costilla.

## Demografia
Segundo o censo americano de 2000, a sua população era de 432 habitantes.

## Geografia
De acordo com o United States Census Bureau tem uma área de
0,7 km², dos quais 0,7 km² cobertos por terra e 0,0 km² cobertos por água. Fort Garland localiza-se a aproximadamente 2419 m acima do nível do mar.

## Localidades na vizinhança
O diagrama seguinte representa as localidades num raio de 40 km ao redor de Fort Garland.